# Muzeul Național de Artă al Cataloniei
Muzeul Național de Artă al Cataloniei (în catalană Museu Nacional d’Art de Catalunya) este un așezământ cultural din Barcelona.